# Mary Donaldson
Pour les articles homonymes, voir Donaldson.
Titre
Reine consort de Danemark
Depuis le 14 janvier 2024
(1 an, 6 mois et 20 jours)
Signature
Mary Donaldson, née le 5 février 1972 à Hobart (Australie), est l'actuelle reine consort de Danemark.
Elle devient, en 2004, princesse danoise, comtesse de Monpezat par son mariage avec le prince héritier Frederik de Danemark. Le 14 janvier 2024, date de l'abdication de Margrethe II en faveur de son fils aîné, la princesse Mary devient reine consort de Danemark.

## Enfance et jeunesse

### Naissance et famille
Née à Hobart en Tasmanie le 5 février 1972 de John Dalgleish Donaldson (en), professeur de mathématiques appliquées (né en Écosse, 5 septembre 1941) et d'Henrietta Clark Horne (née le 12 mai 1942, décédée le 20 novembre 1997), elle a un frère, John Stuart Donaldson (né le 9 juillet 1970) et deux sœurs, Jane Alison Stephens (née le 26 décembre 1965) et Patricia Anne Bailey (née le 16 mars 1968) ; sa belle-mère est la romancière britannique Susan Moody.

### Études et formation
Mary Donaldson a obtenu à l'université de Tasmanie en 1994 une licence en droit commercial. Entre 1994 et 1996, elle a ensuite obtenu les diplômes en publicité de la Fédération australienne de publicité (AFA) et en commerce de l'Association australienne du marketing (ADMA). La princesse parle couramment l'anglais, le danois et le français.

### Carrière professionnelle
Elle travaille de 1995 jusqu'à 2003 à Melbourne, Sydney, Copenhague et aussi à Édimbourg principalement comme gestionnaire ou directrice de compte, directrice des ventes ou encore consultante en communication et marketing.

## Princesse de Danemark

### Mariage avec le prince Frederik
Mary Donaldson est la première Australienne à se voir accorder un titre royal. Avant l'annonce du mariage elle a subi un examen médical pour s'assurer qu'elle pouvait avoir des enfants et fournir ainsi un héritier pour le trône. Mary Donaldson dut se convertir du presbytérianisme au luthéranisme et abandonner ses citoyennetés britannique et australienne. Le Parlement danois, le Folketing, a adopté le 23 mars 2004 un projet de loi spécial lui donnant la citoyenneté danoise, formalité qui prend normalement des années mais est une nécessité pour une jeune mariée royale.

### Présidence d’associations humanitaires
Nommée présidente des organisations liées à la recherche scientifique, l'aide humanitaire, de la société, santé, culture, mode et sports, la princesse Mary représente l’Organisation mondiale de la santé (OMS), le Fonds des Nations unies pour la population (FNUAP), le Save The Children, le Maternity Worldwide, la Société danoise contre le Cancer, le Conseil danois pour les réfugiés et d'autres institutions. Elle est également présidente de la Fondation Mary, qui vise à soutenir les personnes exclues par la maladie, l'environnement social et d'autres circonstances.
En 2016, la princesse Mary entre dans les forces armées danoises.

## Reine consort de Danemark
Le 14 janvier 2024, après l'abdication de Margrethe II, son époux devient le roi Frederik X et Mary devient alors reine consort.

## Vie personnelle

### Mariage et descendance
Elle épouse le 14 mai 2004 dans la cathédrale luthérienne de Copenhague le prince héritier Frederik de Danemark. Une cérémonie fastueuse qui rassemble de nombreux dignitaires royaux, tels que le roi et la reine de Suède, Charles XVI Gustave et Silvia, les princes héritiers japonais et espagnol, Naruhito et Felipe, ou encore les princes britanniques Edward et Sophie de Wessex. Parmi les personnalités politiques présentes on retrouve le gouverneur général d'Australie Michael Jeffery, le gouverneur de Tasmanie Richard Butler et la Première dame de France Bernadette Chirac.
Le couple s'était rencontré dans le bar Slip Inn à Sydney en Australie pendant les Jeux olympiques d'été de 2000.
Les quatre enfants du couple portent le prédicat d'altesse royale et, comme le veut la tradition au Danemark, leurs prénoms n'ont été révélés que le jour de leur baptême :
- le prince Christian Valdemar Henri John af Glücksborg, prince héritier de Danemark, comte de Monpezat (né le 15 octobre 2005), baptisé le 21 janvier 2006, premier dans l'ordre de succession au trône ;
- la princesse Isabella Henrietta Ingrid Margrethe af Glücksborg, princesse de Danemark, comtesse de Monpezat (née le 21 avril 2007), baptisée le 1er juillet 2007, deuxième dans l'ordre de succession au trône ;
- le prince Vincent Frederik Minik Alexander af Glücksborg, prince de Danemark, comte de Monpezat (né le 8 janvier 2011), né 26 minutes avant sa sœur jumelle, avec qui il est baptisé le 14 avril 2011[11]. Il est troisième dans l'ordre de succession au trône ;
- la princesse Josephine Sophia Ivalo Mathilda af Glücksborg, princesse de Danemark, comtesse de Monpezat (née le 8 janvier 2011), baptisée avec son frère jumeau le 14 avril 2011[11]. Elle est quatrième dans l'ordre de succession au trône.

Minik et Ivalo, les prénoms portés par ses deux derniers enfants, sont des prénoms communs au Groenland, pays constitutif du royaume de Danemark,.

## Titulature et décorations

### Titulature
- 14 mai 2004 - 29 avril 2008 : Son Altesse Royale la princesse héritière (mariage) ;
- 29 avril 2008 - 14 janvier 2024 : Son Altesse Royale la princesse héritière, comtesse de Monpezat ;
- depuis le 14 janvier 2024 : Sa Majesté la reine, comtesse de Monpezat.

### Décorations

#### Décorations nationales
- Chevalier avec collier de l'ordre de l'Éléphant
- Dame de l'ordre de la famille royale de la reine Margrethe II
- Dame de l'ordre de la famille royale du roi Frederik X
- Récipiendaire de la médaille du mérite de la Garde nationale
- Récipiendaire de la médaille commémorative du 75e anniversaire du prince Henrik
- Récipiendaire de la médaille du 350e anniversaire des gardes du corps royaux danois
- Récipiendaire de la médaille commémorative du 70e anniversaire de la reine Margrethe II
- Récipiendaire de la médaille commémorative du jubilé de rubis de la reine Margrethe II
- Récipiendaire de la médaille commémorative du 75e anniversaire de la reine Margrethe II
- Récipiendaire de la médaille commémorative des noces d'or de la reine Margrethe II et du prince Henrik
- Médaille commémorative du prince Henrik
- Récipiendaire de la médaille commémorative du 80e anniversaire de la reine Margrethe II
- Récipiendaire de la médaille commémorative du jubilé d'or de la reine Margrethe II

#### Décorations étrangères
- Dame grand-croix de l'ordre de la Couronne (Belgique)
- Grand-croix de l'ordre national de la Croix du Sud (Brésil)
- Commandeur grand-croix de l'ordre royal de l'Étoile polaire (Suède)
- Récipiendaire de la médaille commémorative du 70e anniversaire du roi Charles XVI Gustave de Suède
- Récipiendaire de la médaille commémorative du jubilé d'or du roi Charles XVI Gustave de Suède
- Dame grand-croix de l'ordre de Saint-Olaf (Norvège)
- Grand-croix de l'ordre de la Rose blanche (Finlande)
- Dame grand-croix de l'ordre du Lion néerlandais (Pays-Bas)
- Récipiendaire de la médaille d'inauguration du roi Willem-Alexander des Pays-Bas
- Grand-croix de la Légion d'honneur (France)
- Grand-croix de l'ordre national du Mérite (France)
- Grand-croix de l'ordre de Bienfaisance (Grèce)
- Grand-croix de l'ordre du Faucon (Islande)
- Grand-croix de l'ordre de l'Aigle aztèque (Mexique)
- Dame grand-croix de l'ordre d'Isabelle la Catholique (Espagne)